# Yves Ma-Kalambay
Yves Ma-Kalambay, właśc. Bukasa Yves Makabu-Ma-Kalambay (ur. 31 stycznia 1986 w Brukseli) – belgijski piłkarz kongijskiego pochodzenia występujący na pozycji bramkarza.

## Kariera klubowa
Yves Ma-Kalambay jako junior trenował w holenderskim PSV Eindhoven oraz angielskiej Chelsea. Został włączony do kadry pierwszego zespołu „The Blues”, po czym w lutym 2006 został wypożyczony do Watfordu, gdzie pełnił rolę rezerwowego dla Bena Fostera. Trener „The Hornets” – Aidy Boothroyd chciał, żeby belgijski bramkarz pozostał na Vicarage Road na sezon 2006/2007, jednak Ma-Kalambay powrócił ostatecznie do Chelsea. Zasiadł na ławce rezerwowych w meczu z Barceloną, kiedy to z powodu kontuzji z gry wykluczeni byli Petr Čech oraz Carlo Cudicini podstawowym bramkarzem stał się Hilário.
Gdy do londyńskiego klubu sprowadzono Magnusa Hedmana, Ma-Kalambay stał się piątym bramkarzem drużyny i w czerwcu 2007 odszedł do Hibernianu grającego w Scottish Premier League. Zadebiutował w derbach Edynburga przeciwko Hearts. W sezonie 2007/2008 Ma-Kalambay rozegrał w ligowych rozgrywkach 27 spotkań. Na początku 2009 wychowanek PSV Eindhoven z powodu kontuzji stracił miejsce w składzie na rzecz Grzegorza Szamotulskiego. W pierwszej części sezonu 2009/2010 Ma-Kalambay rozegrał 7 meczów i był zazwyczaj zmiennikiem Grahama Stacka. Latem 2010 działacze Hibs kupili do zespołu kolejnego bramkarza – Graeme’a Smitha. 14 maja Ma-Kalambay został wolnym zawodnikiem, bowiem nie przedłużył kończącego mu się kontraktu. Następnie został zawodnikiem Swansea City.
14 października 2011 roku podpisał kontrakt z belgijskim KV Mechelen.

## Kariera reprezentacyjna
Ma-Kalambay ma za sobą 2 występy w reprezentacji Belgii do lat 21. Zadebiutował w niej 12 października 2007 w wygranym 4:2 meczu ze Słowacją w ramach eliminacji do Mistrzostw Europy U-21 2009.
Następnie Ma-Kalambay znalazł się w kadrze reprezentacji Belgii na Igrzyska Olimpijskie w Pekinie. Belgowie w turnieju piłkarskim zajęli czwarte miejsce przegrywając w meczu o brązowy medal z Brazylią 0:3. Na igrzyskach Ma-Kalambay był rezerwowym dla Logana Bailly’ego i wystąpił tylko w wygranym 3:2 ćwierćfinałowym spotkaniu z Włochami, kiedy to na boisku pojawił się w 68 minucie.
Ma-Kalambay zdecydował się jednak na grę dla seniorskiej reprezentacji Demokratycznej Republiki Konga. Zadebiutował w niej 21 maja 2010 w przegranym 0:2 pojedynku z Arabią Saudyjską.